# فولو موغوفاني
فولو موغوفاني ّ(بالإنجليزية: Fulu Mugovhani)‏ (من مواليد 7 سبتمبر 1990) هي مُمثلة جنوب أفريقية. في عام 2015، لعبت دور البطولة في فيلم "أياندا"، وهو الدور الذي نالت عنه العديد من الجوائز والترشيحات بما في ذلك جوائز أكاديمية الأفلام الأفريقية وجوائز السينما والتلفزيون الجنوب أفريقية وجوائز مهرجان إفريقيا السينمائي الدولي.